# Onthophagus pipitzi
Onthophagus pipitzi é uma espécie de inseto do género Onthophagus, família Scarabaeidae, ordem Coleoptera.
Foi descrita cientificamente por Ancey em 1883.